# Notoxus cavicornis
Notoxus cavicornis är en skalbaggsart som beskrevs av Leconte 1851. Notoxus cavicornis ingår i släktet Notoxus och familjen kvickbaggar. Inga underarter finns listade i Catalogue of Life.